# حافظ النمر
حافظ فتحي حافظ النمر (وُلد في 29 مايو 1947 في نابلس) سياسي ودبلوماسي فلسطيني، كان سفيرًا لدى بولندا بين عامي 2000 و2005، ولدى سلوفاكيا بين عامي 2006 و2010.

## حياته
وُلد حافظ النمر في مدينة نابلس في 29 مايو 1947 إبان فترة الانتداب البريطاني على فلسطين. تلقى تعليمه في مدارس المدينة وكلية النجاح الوطنية. حصل على درجة البكالوريوس من الكلية الحربية السودانية في الخرطوم عام 1970. كما حصل على درجة الماجستير من جامعة وارسو في بولندا عام 1985.
عمل قائمًا بأعمال مكتب ممثلية منظمة التحرير الفلسطينية لدى يوغسلافيا بين عامي 1975 و1980.
شغل منصب سفير دولة فلسطين لدى بولندا بين عامي 2000 و2005، ومنصب سفير دولة فلسطين لدى سلوفاكيا بين عامي 2006 و2010.
كُلف بمهام مساعد وزير الشؤون الخارجية الفلسطيني لشؤون اللاجئين والمغتربين عام 2011.

### الحياة الشخصية
تزوج عام 1980 من السيدة مهدية القمحاوي وله ابنتان.

## أوسمة
منحه الرئيس البولندي ألكسندر كفاشنيفسكي وسام الفارس في 4 أكتوبر 2005.